# Wacław Olszewski
Wacław Olszewski, ps. „Kaduceusz” (ur. 1 maja 1920 w Rawie Mazowieckiej, zm. 11 września 1984) – polski poeta satyryk i doktor nauk medycznych.

## Życiorys
W młodości ukończył naukę w gimnazjum ogólnokształcącym. Podczas II wojny światowej przebywał w Bełchatowie gdzie w 1944 był więziony przez Niemców. Po uwolnieniu był miejscowym komendantem Milicji Obywatelskiej. Jako poeta i satyryk debiutował w 1945 na łamach tygodnika „Szpilki”. Publikował także na łamach „Dziennika Łódzkiego”. W 1946 uzyskał pierwszą nagrodę za wiersz satyryczny. Następnie ukończył studia na Wydziale Medycznym Uniwersytetu Łódzkiego, uzyskując doktorat i specjalizując się w leczeniu chorób wewnętrznych, a także pracował jako adiunkt na Akademii Medycznej w Łodzi.
Był członkiem Związku Literatów Polskich. Był autorem tomów poezji: Na lirycznym postoju. Poezje (1951) i Wiersze w kontrataku (1952). Po jego śmierci wydano jego Wiersze rozproszone (1995).
Należał do niego odziedziczony po ojcu dwór Olszewskich w Bełchatowie.

### Życie prywatne
Był synem Wacława Olszewskiego – lekarza i Janiny z domu Łoś – dentystki. Miał córkę, Joannę Olszewską.
Został pochowany w Bełchatowie (Sektor: 6, Rząd: A, Numer: 8).

## Upamiętnienie
Miejska i Powiatowa Biblioteka Publiczna im. Józefa Ignacego Kraszewskiego w Bełchatowie organizowała Ogólnopolski Konkurs Poetycki im. Wacława Olszewskiego (1994–2013).

## Publikacje
- Na lirycznym postoju. Poezje (Warszawa 1951),
- Wiersze w kontrataku (Instytut Wydawniczy „Pax” 1952)[1]
- Wiersze rozproszone (Miejska Biblioteka Publiczna w Bełchatowie 1995)[4]